# Jilib
Jilib (Otros nombres: Gilib, Jillib o Jillio) es una localidad de Somalia, con una población estimada de unos 45,451 habitantes.

## Geografía
Se localiza geográficamente entre los 0º50' N y los 42º77' E.

## Actualidad
La Unión de Cortes Islámicas fue vencida en la Batalla de Jilib, entre el 31 de diciembre de 2006 y el 1 de enero de 2007.